# La Equidad
Club Deportivo La Equidad Seguros, in der Regel nur kurz La Equidad genannt, ist ein Fußballverein aus der kolumbianischen Hauptstadt Bogotá, der zurzeit in der Categoría Primera A spielt. 

## Geschichte
La Equidad wurde 1982 gegründet und bezieht seinen Namen von der  Versicherungsgesellschaft, die den Verein unterhält. Daher wird der Verein volksmundig auch oft Aseguradores genannt.
La Equidad spielte ab 1991 in der dritten Liga Primera C und von 2003 bis 2006 in der Primera B. Dort gewann der Verein 2006 beide Halbserienmeisterschaften und stieg damit in die erste Liga, die Categoría Primera A, auf. In der ersten Liga erreichte der Verein bislang drei Mal die Vizemeisterschaft. Außerdem wurde La Equidad 2008 kolumbianischer Pokalsieger.
Größter internationaler Erfolg war das Erreichen des Viertelfinales der Copa Sudamericana 2019. La Equidad scheiterte am brasilianischen Vertreter Atlético Mineiro mit Niederlagen im Hin- und Rückspiel.

## Stadion

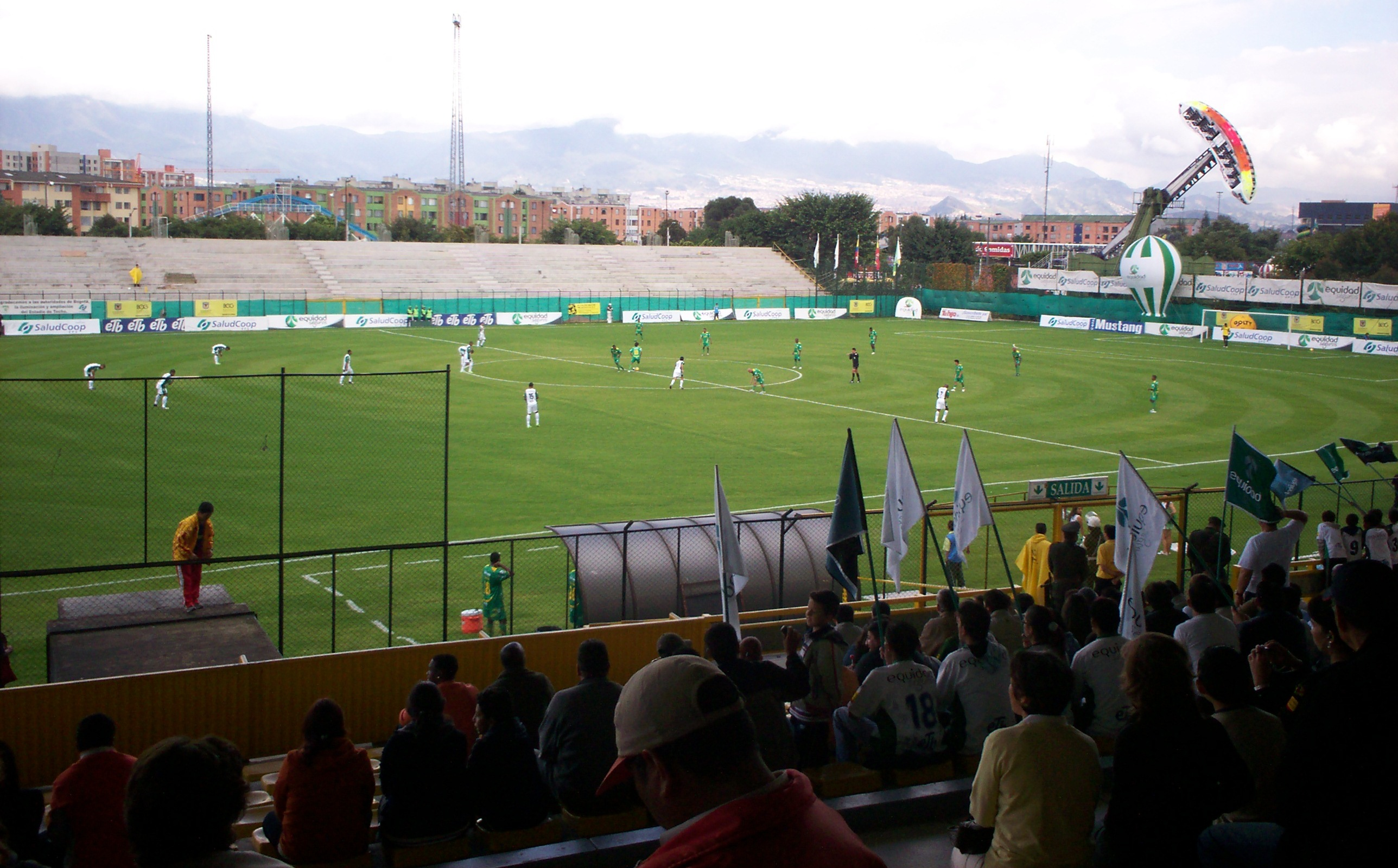
Das Estadio Metropolitano de Techo

Seit kurz nach dem Aufstieg 2007 spielt La Equidad im Estadio Metropolitano de Techo im Vorort Kennedy im Süden von Bogotá. Auf dem Gelände war ursprünglich seit 1919 der erste Flughafen von Südamerika, der Aeropuerto de Techo. Das dort seit 1959 befindliche Hippodrom wurde in den 1970er Jahren in ein fußballtaugliches Stadion umgeformt. Seit den letzten 2007 abgeschlossenen Umbauten hat das Stadion ein Fassungsvermögen von 10.000 Zuschauern.

## Sportlicher Verlauf

### Erfolge
- Copa Colombia: 2008
- Vizemeister Primera A: 2007-II, 2010-I und 2011-I
- Meister Primera B: 2006
- Teilnahme an der Copa Sudamericana: 5×

2009: 1. Runde
2011: 2. Runde
2012: 1. Runde
2013: Achtelfinale
2019: Viertelfinale

### Saisondaten seit 2010
| Spielzeit | Liga                 | Ligaebene | Platz | Finalrunde         |
| --------- | -------------------- | --------- | ----- | ------------------ |
| 2010-I    | Liga Postobón        | I         | 4.    | Finale Vizemeister |
| 2010-II   | Liga Postobón        | I         | 8.    | 4. Gruppe A        |
| 2011-I    | Liga Postobón        | I         | 5.    | Finale Vizemeister |
| 2011-II   | Liga Postobón        | I         | 17.   | -                  |
| 2012-I    | Liga Postobón        | I         | 5.    | 2. Gruppe B        |
| 2012-II   | Liga Postobón        | I         | 2.    | 4. Gruppe B        |
| 2013-I    | Liga Postobón        | I         | 11.   | -                  |
| 2013-II   | Liga Postobón        | I         | 10.   | -                  |
| 2014-I    | Liga Postobón        | I         | 8.    | Viertelfinale      |
| 2014-II   | Liga Postobón        | I         | 18.   | -                  |
| 2015-I    | Liga Águila          | I         | 12.   | -                  |
| 2015-II   | Liga Águila          | I         | 12.   | -                  |
| 2016-I    | Liga Águila          | I         | 17.   | -                  |
| 2016-II   | Liga Águila          | I         | 14.   | -                  |
| 2017-I    | Liga Águila          | I         | 13.   | -                  |
| 2017-II   | Liga Águila          | I         | 7.    | Viertelfinale      |
| 2018-I    | Liga Águila          | I         | 11.   | -                  |
| 2018-II   | Liga Águila          | I         | 3.    | Viertelfinale      |
| 2019-I    | Liga Águila          | I         | 16.   | -                  |
| 2019-II   | Liga Águila          | I         | 17.   | -                  |
| 2020      | Liga BetPlay Dimayor | I         | 8.    | Halbfinale         |
| 2021-I    | Liga BetPlay Dimayor | I         | 6.    | Halbfinale         |
| 2021-II   | Liga BetPlay Dimayor | I         | 15.   | -                  |

## Trainerhistorie
- Santiago Escobar (2014–2016)[2]
- Arturo Boyacá (2016–2017)[3]
- Luis Fernando Suárez (2017–2018)[4]
- Humberto Sierra (2019–)[5]